# Хронологія рекордів України з бігу на 1000 метрів серед чоловіків
Рекорди України з бігу на 1000 метрів визнаються Федерацією легкої атлетики України з-поміж результатів, які показали українські легкоатлети на відповідній дистанції на біговій доріжці стадіону, за умови дотримання встановлених вимог.

## Хронологія рекордів
| | Час    | Атлет                            | Місто змагань | Дата змагань | Примітки | Відео |
| --- | ------ | -------------------------------- | ------------- | ------------ | -------- | ----- |
| 1 | 2.27,3 | Микола Бєлокуров Дніпропетровськ |               | 1950         | [ 1 ]    |       |
| |        |                                  |               |              |          |       |
| 2 | 2.23,8 | Олексій Іванов Одеса             | Одеса         | 31.10.1954   | [ 2 ]    |       |
| Рекорд СРСР |        |                                  |               |              |          |       |
| 3 | 2.23,3 | Анатолій Лагоша Харків           | Харків        | 10.07.1966   | [ 3 ]    |       |
| ф2: 1. Анатолій Блакитний (Южно-Сахалінськ) 2.23,3. 2. Анатолій Лагоша 2.23,3.                                                    |        |                                  |               |              |          |       |
| 4 | 2.22,6 | Віктор Лопатін Сімферополь       | Сімферополь   | 11.06.1967   | [ 4 ]    |       |
| ф1: 1. Віктор Лопатін 2.22,6. |        |                                  |               |              |          |       |
| 5 | 2.16,8 | Віталій Тищенко Ніжин            | Київ          | 11.06.1981   | [ 5 ]    |       |
| ф3: 1. Володимир Малоземлін (Тольятті) 2.16,0 (рекорд СРСР). 2. Микола Широков (Магнітогорськ) 2.16,4. 3. Віталій Тищенко 2.16,8. |        |                                  |               |              |          |       |
| 43 роки, 279 днів від дати встановлення                                                                                           |        |                                  |               |              |          |       |